# Reifhorn
Le Reifhorn (littéralement « Corne de Givre ») est un sommet des Alpes, à 2 488 m d'altitude, dans le Loferer Steinberge, en Autriche (limite entre les länder du Tyrol et de Salzbourg).